# Antistasea discalis
Antistasea discalis là một loài ruồi trong họ Tachinidae.